# Saint-Gal
Saint-Gal ist eine französische Gemeinde im Département Lozère in der Region Okzitanien. Sie gehört zum Kanton Saint-Alban-sur-Limagnole im Arrondissement Mende. Sie grenzt im Norden an Les Laubies, im Osten an Monts-de-Randon, im Süden an Lachamp-Ribennes und im Westen an Serverette. Die Bewohner nennen sich Saint-Galiens.

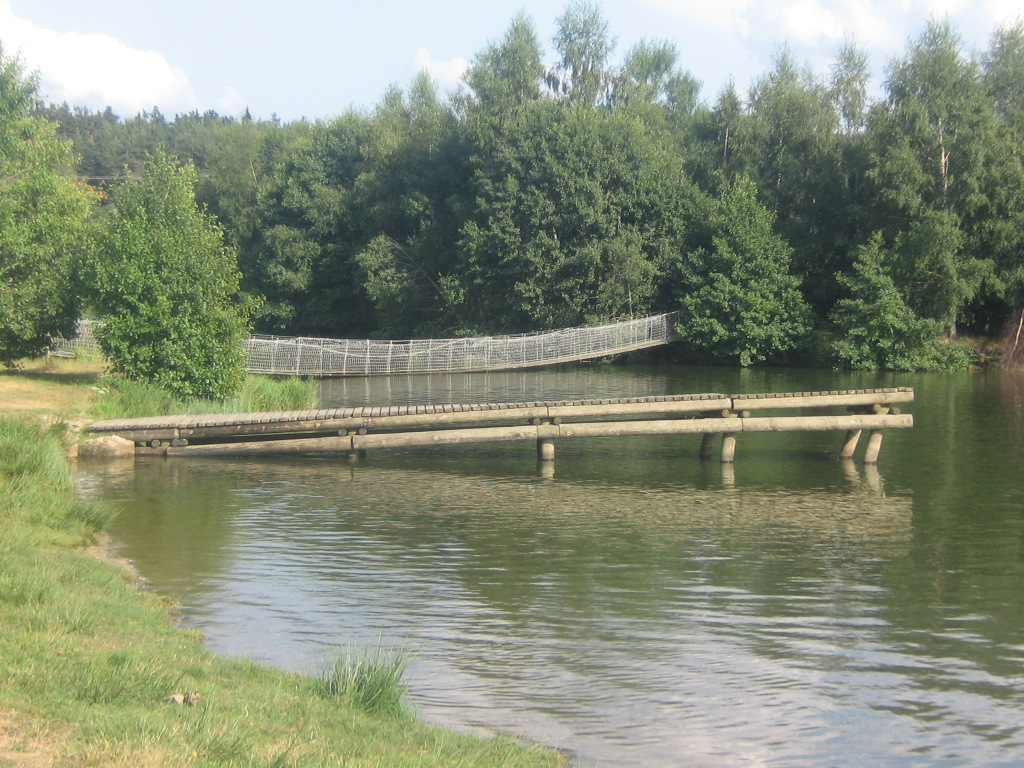
Lac de Ganivet

## Bevölkerungsentwicklung
| Jahr      | 1962 | 1968 | 1975 | 1982 | 1990 | 1999 | 2008 | 2018 |
| --------- | ---- | ---- | ---- | ---- | ---- | ---- | ---- | ---- |
| Einwohner | 114  | 76   | 56   | 55   | 51   | 56   | 112  | 86   |